# Massacre de Bouin

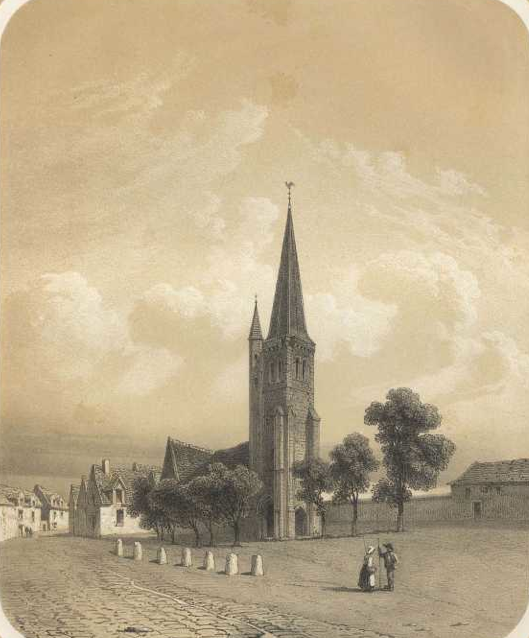
Església de Notre-Dame-de-l'Assomption a Bouin

La massacre de Bouin va tenir lloc els dies 17 i 18 d'octubre de 1793 durant la guerra de Vendée. Té lloc després de la presa de l'illa de Noirmoutier pels Vendéans i la capitulació de la guarnició republicana. Els presoners republicans presos per Charette van ser enviats a Île de Bouin i un gran nombre d'ells van ser massacrats pel líder local de la Vendée, François Pajot.

## Preludi
Article detallat: Batalla de Noirmoutier (12 octubre 1793).
El 12 d'octubre de 1793, el general de Vendée François-Athanase Charette de La Contrie va assaltar l'illa de Noirmoutier travessant el Passage du Gois. La guarnició republicana, comandada per Jean-Conrad Wieland, va capitular després d'una breu lluita.
El 12 d'octubre de 1793, el general de la Vendée François de Charette, va assaltar l'illa de Noirmoutier travessant el Passage du Gois. La guarnició republicana, comandada per Jean-Conrad Wieland, va capitular després d'una breu lluita.
Charette va romandre a l'illa durant tres dies, durant els quals va establir una administració reialista. El 15 d'octubre va sortir de Noirmoutier, passant per Gois, després va arribar a l'illa de Bouin, acompanyat per part de les seves tropes i presoners republicans. Només queda el comandant Wieland a Noirmoutier. Charette va sortir de Bouin el 16 o 17 d'octubre i hi va deixar els presoners sota la cura d'un dels seus oficials, François Pajot.

## Procés
El 17 d'octubre, François Pajot va fer executar els presoners republicans. Algunes víctimes van ser afusellades, altres van ser assassinades amb sabres per salvar la pólvora.

El mateix vespre, Pajot va escriure una carta a Dubois de La Guignardière, comandant de Noirmoutier, en la qual anunciava l'execució dels presoners patriotes:
| « | "Per ordre del nostre valent general Jay ha enviat dos-cents presoners aquest vespre i vaig a visitar els altres demà per enviar-los, però Jay té previst reservar-ne una dotzena per veure si són valents i només he comptat amb els joves de reserva. Així doncs, senyor pel que fa als ciutadans que jeien gelats a la presó que són habitants de l'illa de Noirmoutier, fa informació dels patriotes més rabiosos i els va nomenar, estic decidit a que ens enviïn els més perillosos per castigar-los.{nota 1.}" | » |

Present a Bouin entre finals d'octubre i finals de novembre, el reialista Le Bouvier-Desmortiers va escriure a la seva biografia de Charette, publicada l'any 1809, que Pajot va prendre el pretext d'una revolta de presoners per fer-la funcionar:
| « | "Quan Charette havia previst el govern i la defensa de l'illa, se'n va anar a Bouin, portant-se amb ell els presoners que sumaven 800. En el camí, es van veure obligats a disparar a quatre que intentaven escapar i que no ho van poder aconseguir, es van negar tossudament a caminar. L'exèrcit només va romandre dos dies a Bouin, on els presoners van quedar a la guàrdia de Pajot que hi manava. Després va anar de campament, una part a Machecoul i l'altra a Touvoie." "Pajot, que sabia que els septembristas s'imaginaven conspiracions a les presons per tenir un pretext per tallar el coll als presoners, es va atrevir a cometre els mateixos horrors amb els que tenien a la seva cura. Aquests desgraciats amuntegats a la presó no podien ni estirar-se ni seure. Obligats a posar-se dempeus, de vegades trucaven a la porta, empenyent-se els uns als altres per canviar de lloc. No calia més. A ulls de Pajot, aquests moviments interns es van convertir en una revolta que va posar en perill la ciutat. Durant la nit va treure sense examen, sense opció, un centenar de presoners, entre els quals hi havia nois de 15 a 16 anys, i els va fer afusellar. Un objecte de terror i execració pública a Bouin, Pajot creia que podia justificar-se davant Charette; però el general li va expressar públicament l'horror que li va causar aquesta execució bàrbara i li va donar les més severes ordres de no cometre crueltats semblants en el futur. | » |

En les dècades següents, una polèmica es va oposar als autors reialistes i republicans sobre la responsabilitat de Charette. Si Pajot afirma haver fet executar els presoners per ordre del seu general, Le Bouvier-Desmortiers afirma que Charette va condemnar severament aquesta massacre. L'any 1902, un altre autor reialista i biògraf de Charette, René Bittard des Portes, creia que Pajot escrivia aquesta carta "per eximir-se de responsabilitat". Per a l'historiador republicà Charles-Louis Chassin, la matança es va dur a terme, com indica Pajot, per ordre de Charette. Segons ell, només hi havia un petit nombre de supervivents: Pajot va executar primer els 180 voluntaris de la Manche, després els guàrdies nacionals i els patriotes de Noirmoutier. El 1998, l'historiador Lionel Dumarcet també va culpar Charette dels assassinats, dient que el trasllat de presoners "pot semblar curiós quan coneixen la reputació del comandant de Bouin, François Pajot. […] És, doncs, una autèntica condemna a mort que Charette va deixar enrere".
Segons Le Bouvier-Desmortiers, Pajot va utilitzar el pretext d'una revolta de presoners per ordenar la massacre. Per a René Bittard des Portes, els Vendéans van decidir matar els soldats del 5è batalló de voluntaris de la Manche en represàlia per les massacres dels habitants de Machecoul per part de les tropes d'aquest batalló durant la presa de la ciutat per les forces de Beysser. l'abril de 17931. Aquesta versió és desmentida per l'historiador Lionel Dumarcet que indica que el 5è batalló de la Manche no era present a Machecoul.

## Pèrdues humanes
El nombre de republicans capturats a Noirmoutier, el nombre de víctimes i el nombre de supervivents no es coneixen amb precisió i varien segons les fonts. Entre els captius hi havia els soldats de la guarnició de Noirmoutier, així com habitants patriòtics de l'illa.
La guarnició de Noirmoutier comptava amb 200 homes l'abril de 1793. Poc després, el general Beysser va sol·licitar 200 homes addicionals per reforçar-la, però no és segur que aquesta sol·licitud es dugués a terme. El 1809, Le Bouvier-Desmortiers va suggerir que 800 republicans foren fets presoners per Charette durant la presa de l'illa. Aquesta xifra va ser presa l'any 1894 per l'historiador republicà Charles-Louis Chassin. El 1902, l'autor reialista René Bittard des Portes va denunciar només una mica més de 200 presoners, entre ells 180 caçadors del Canal i artillers pagats.
Pel que fa al nombre de víctimes, Le Bouvier-Desmortiers afirma que uns 100 presos dels 800 detinguts a Bouin van ser executats. Pajot, en la seva carta escrita el 17 d'octubre a Dubois de La Guignardière, va declarar haver "enviat" 200 presoners el mateix dia i va afegir que tenia la intenció de fer matar els altres l'endemà, amb una reserva d'una dotzena.{nota 2.}
Article detallat: Batalla de Bouin.
El nombre de supervivents també és poc conegut. El 6 de desembre, l'illa de Bouin va ser assaltada per les tropes republicanes de l'ajudant general Jordy. Aquests van alliberar llavors diversos centenars de presoners patriotes empresonats a Bouin pels Vendéans, però el nombre encara varia segons les fonts. En el seu informe, l'ajudant general Jordy afirma haver lliurat 900 patriotes, cosa que sembla exagerada per als historiadors Lionel Dumarcet i Simone Loidreau. El general Dutruy esmenta 700 presoners lliurats en una carta datada el 7 de desembre, i les memòries anònimes d'un administrador militar entre 200 i 300. Aquesta última estimació la manté Simone Loidreau, mentre que per a l'historiador Alain Gérard, els presoners lliurats són 127. François-Pierre Blin, capturat durant la captura de Noirmoutier, es troba entre els supervivents.